# Pseudocopivaleria anaverta
Pseudocopivaleria anaverta är en fjärilsart som beskrevs av John S. Buckett och Bauer 1966. Pseudocopivaleria anaverta ingår i släktet Pseudocopivaleria och familjen nattflyn. Inga underarter finns listade i Catalogue of Life.